# ألكسندر أرانيتوفيتش
ألكسندر أرانيتوفيتش (بالصربية: Александар Аранитовић) مواليد 24 يناير 1998 في بلغراد، صربيا والجبل الأسود، هو لاعب كرة سلة صربي. بدأ مسيرته الاحترافية في سنة 2014. يلعب مع نادي ميغا لكرة السلة. يحمل الرقم 7. لعب مع نادي ريد ستار لكرة السلة في الدوري الأوروبي لكرة السلة.

## روابط خارجية
- ألكسندر أرانيتوفيتش على موقع الاتحاد الدولي لكرة السلة (الإنجليزية)
- ألكسندر أرانيتوفيتش على موقع كرة السلة الأوروبية.كوم (الإنجليزية)
- ألكسندر أرانيتوفيتش على موقع ريلجم (الإنجليزية)
- ألكسندر أرانيتوفيتش على موقع بروبوليرز (الإنجليزية)
- ألكسندر أرانيتوفيتش على موقع سبورتس رفرنس (الإنجليزية)